# 埃斯特尔库埃尔
埃斯特尔库埃尔（西班牙語發音：[esteɾkuˈel]），是西班牙阿拉贡自治区特鲁埃尔省的一个市镇。总面积56平方公里，总人口314人（2001年），人口密度6人/平方公里。